# Pieter Loos
Pieter Loos (Arnhem, 1 mei 1939 – Den Haag, 3 februari 2013) was een Nederlandse politicus van de VVD, die tussen 1999 en 2001 waarnemend burgemeester van de voormalige gemeente Brederwiede was. 
Loos studeerde cultuurtechniek aan de toenmalige Landbouwhogeschool in Wageningen. In 1965 trad hij in dienst van de Rijksdienst voor de IJsselmeerpolders (RIJP), de dienst die was belast met het in cultuur brengen van de IJsselmeerpolders. De RIJP viel onder het toenmalige ministerie van Verkeer en Waterstaat. Loos hield zich vooral bezig met recreatievraagstukken. 
Loos verliet de RIJP in 1972 omdat hij was benoemd tot wethouder in Zwolle. Zijn wethouderschap duurde tot 1978, waarna hij naar de RIJP terugkeerde. Hij maakte een korte overstap naar de staf van het ministerie van Verkeer en Waterstaat, als adjunct-directeur van de Directie Verkeersveiligheid. Daarna keerde hij terug naar de RIJP, waar hij onder meer was betrokken bij de bouw van Almere Stad. 
In 1983 werd Loos voor de VVD lid van de gemeenteraad van Lelystad. In 1985 was hij lijsttrekker van VVD bij de Provinciale Statenverkiezingen die voorafgingen aan de vorming van de provincie Flevoland op 1 januari 1986. Op die datum werd hij daar lid van de Gedeputeerde Staten wat Loos zou blijven tot januari 1999 toen hij waarnemend burgemeester van Brederwiede werd. Op 1 januari 2001 fuseerden Brederwiede, IJsselham en Steenwijk waarmee aan zijn functie een einde kwam. 
Loos overleed begin 2013 op 73-jarige leeftijd en is begraven op de RK Begraafplaats in Zwolle.